# Jorge Antonio Salhe
Jorge Antonio Salhe (Santiago de Chile, 24 de agosto de 1974) es un atleta de tiro al plato que representa a Palestina en los Juegos Olímpicos de París 2024.

## Biografía

### Primeros años y carrera deportiva
Salhe es hijo de un inmigrantes palestinos que se establecieron en Santiago de Chile, en busca de mejores oportunidades, como muchos otros palestinos en la diáspora. Su madre nació en Belén y emigró a Chile a los cuatro años de edad. La familia Salhe mantuvo vivas las tradiciones y la cultura palestina, y Jorge creció en un hogar donde se valoraban profundamente las raíces y la historia de Palestina.
Desde joven, Jorge mostró interés en los deportes de tiro. Comenzó a practicar tiro skeet en clubes locales de Santiago, y rápidamente se destacó en competiciones nacionales. Su habilidad y dedicación lo llevaron a participar en eventos internacionales, representando tanto a Chile como a Palestina en distintas ocasiones.Durante más de cinco años, Salhe y otros chilenos de origen palestino trabajaron para incorporar a Palestina en la Federación Internacional de Tiro Deportivo, obteniendo apoyo de diversos países, especialmente de otras delegaciones árabes.

### Participación olímpica
La oportunidad de representar a Palestina en los Juegos Olímpicos de París 2024 llegó gracias a una plaza de universalidad otorgada por el Comité Olímpico Internacional (COI). Esta plaza permite la participación de atletas de países con menor representación, promoviendo la diversidad en los Juegos Olímpicos.
Salhe fue uno de los ocho atletas palestinos seleccionados para competir en París 2024. En el evento de tiro al plato (tiro skeet), Salhe quedó en el último lugar entre 30 participantes de la etapa clasificatoria, no pudiendo pasar a la ronda final.